# Roraima Energia
A Roraima Energia é uma empresa de distribuição de energia do estado de Roraima. Até meados de 2018 era subsidiária da Eletrobras. 

## História
A história da Boa Vista Energia S.A. teve início com a encampação de parte da Companhia Energética de Roraima – CERR, pela Centrais Elétricas do Norte do Brasil S.A. – Eletronorte, em 1989, onde esta assumiu as atividades desenvolvidas pela CERR no município de Boa Vista, criando assim a Regional de Boa Vista, responsável pela distribuição, comercialização e geração de energia elétrica.

### Eletrobrás Distribuição Roraima
Em junho de 2008 foi implantado novo modelo de gestão para as empresas Distribuidoras da Eletrobras, que estabeleceu direção única e integrada. Em 2009, a Boa Vista Energia S/A passou a integrar o Sistema Eletrobras, participando efetivamente na construção desse novo modelo de gestão, assim, a empresa passou a denominar-se Eletrobras Distribuição Roraima.

## Privatização
Em 10 de dezembro de 2018, a empresa passa de ser a controlada pelo Consórcio Oliveira Energia/Atem, após ser adquirida em um leilão realizada pela Eletrobras. Com a mudança de controle, a empresa passou a adotar o nome Roraima Energia. 
Em 2020, a Atem anunciou a vende de sua participação na distribuidora para a Oliveira Energia.

## Geração de energia
Desde março de 2019, em razão da interrupção de fornecimento de energia pela Venezuela, a Roraima Energia é responsável pelo suprimento de energia do estado, único do país que não é ligado ao Sistema Interligado Nacional (SIN). A empresa atende o mercado por meio do seu parque termelétrico localizado na capital e no interior, composto por 67 usinas.

As termelétricas foram responsáveis pela geração de 97,68% da energia gerada em Roraima em 2021. O consumo de óleo diesel foi de cerca de 336 milhões de litros. As principais usinas são Monte Cristo, Senador Arnon Afonso Farias de Mello (Floresta), Distrito I, Distrito II e Novo Paraíso.